# لامتاسور
لامتاسور (نام علمی: Lametasaurus) نام یک سرده از کلاد ددپایان است.